# Mark Merlis
Mark Lane Merlis (Framingham, 9 marzo 1950 – Filadelfia, 15 agosto 2017) è stato uno scrittore statunitense.

## Biografia
Nato in Massachusetts, Mark Merlis crebbe a Baltimora e studiò alla Wesleyan University e all'Università Brown. Dopo la laurea cominciò a lavorare per il dipartimento della salute del Maryland e nel 1987 divenne specialista per le legislazioni sociali della Biblioteca del Congresso.
Nel 1994 pubblicò il suo primo romanzo, American Studies, che gli valse il Premio Ferro-Grumley e il Los Angeles Times Book Prize. Il 1998 vide la pubblicazione del suo secondo romanzo, An Arrow's Flight (ripubblicato nel 1999 con il titolo Pyrrhus), un adattamento in chiave moderna del Filottete di Sofocle; il romanzo fu premiato con il Lambda Literary Award. Nel 2003 pubblicò il suo terzo romanzo, Man About Town, la sua opera più autobiografica, mentre nel 2015 pubblicò il suo ultimo libro, JD.
Fu impegnato in una relazione con Robert Ashe dagli anni ottanta e la coppia si sposò nel 2014. Morì nel 2017 all'età di 67 anni per complicazioni legate alla sclerosi laterale amiotrofica.

## Opere
- American Studies, Boston, Houghton Mifflin, 1994. ISBN 978-0395689929
- An Arrow's Flight, New York, St. Martin's Press, 1998. ISBN 978-0312186753
- Man About Town, Londra, Fourth Estate Ltd, 2003. ISBN  9780007150823
- JD, Madison, University of Wisconsin Press, 2015. ISBN 9780299303501